# Cánones eusebianos

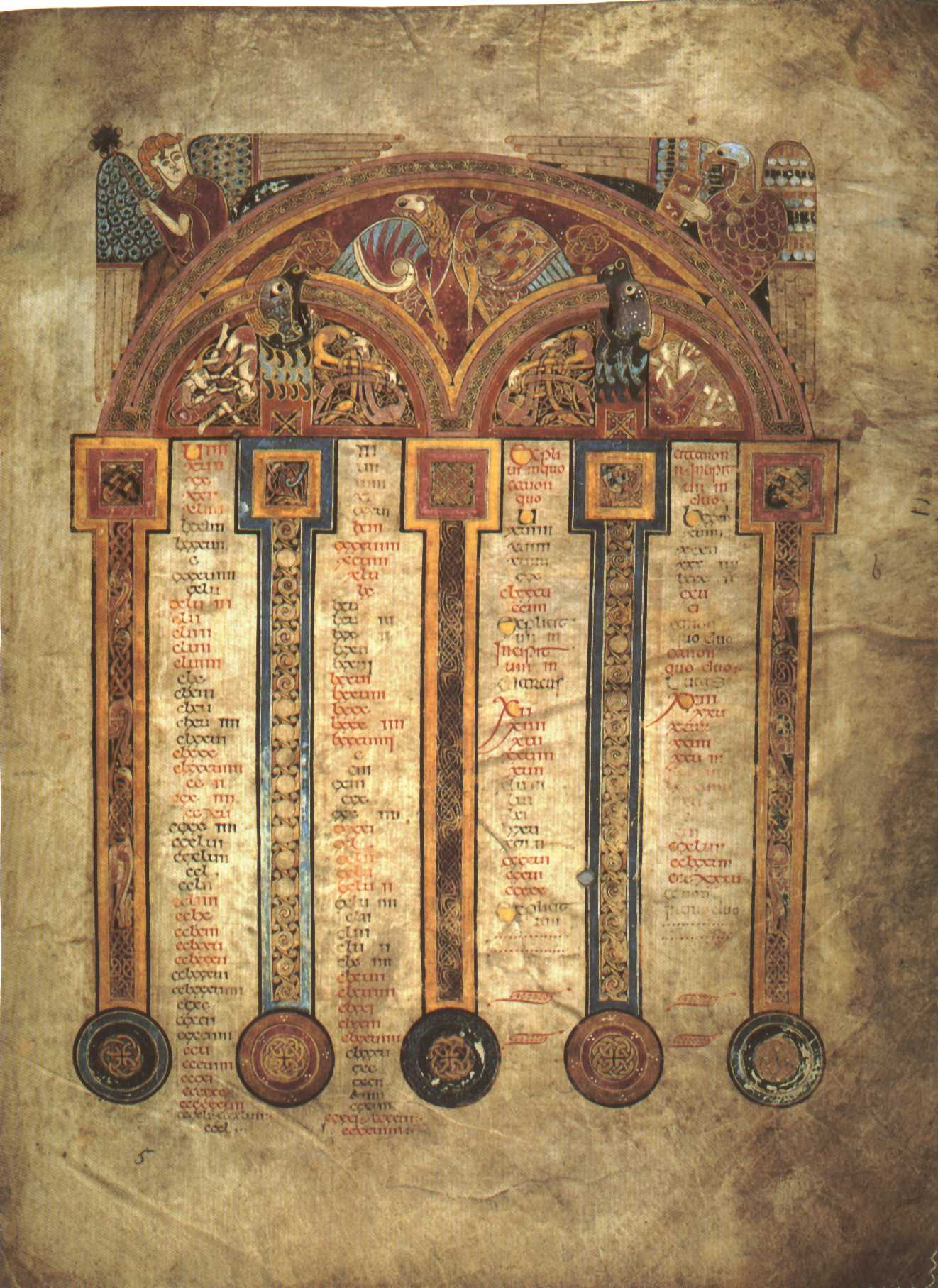
La tabla del canon en el Libro de Kells que están prácticamente inutilizables, ya que estaban sobrecondensadas y las secciones correspondientes no estaban marcadas en el texto principal. Esto se debe a que no está terminado o porque era un libro de exhibición que no estaba destinado a ser estudiado.

Los cánones eusebianos, también conocidos como secciones o apparatus eusebianos, o secciones amonias, son el sistema de división de los cuatro evangelios utilizados entre la Antigüedad tardía y la Edad Media antes de que se crearan las divisiones en capítulos y versículos modernas, que datan de los siglos XIII y XVI, respectivamente. Las secciones se indican en el margen de casi todos los manuscritos griegos y latinos de la Biblia y, por lo general, se resumen en las Tablas Canon al comienzo de los Evangelios (ver más abajo). Hay alrededor de 1165 secciones: 355 para Mateo, 235 para Marcos, 343 para Lucas y 232 para Juan; los números, sin embargo, varían ligeramente en diferentes manuscritos.
Las Tablas del Canon se hicieron para crear un sentido de divinidad dentro del alma del lector, para comprender y reflexionar sobre los diversos colores y patrones para lograr una conexión más elevada con Dios.

## Paternidad literaria
Hasta el siglo XIX, se creía principalmente que estas divisiones fueron diseñadas por Amonio de Alejandría, a principios del siglo III (c. 220), en relación con una Armonía de los Evangelios, ahora perdida, que compuso. Tradicionalmente se creía que dividía los cuatro evangelios en pequeñas secciones numeradas, que eran similares en contenido donde las narraciones son paralelas. Luego escribió las secciones de los tres últimos Evangelios, o simplemente los números de sección con el nombre del evangelista respectivo, en columnas paralelas frente a las secciones correspondientes del Evangelio de Mateo, que había elegido como base de su armonía evangélica. Hoy se cree que la obra de Amonio se restringió a lo que Eusebio de Cesarea (265-340) afirma al respecto en su carta a Carpianus ( Epistula ad Carpianum), es decir, que colocó los pasajes paralelos de los últimos tres evangelios junto al texto de Mateo, y las secciones tradicionalmente atribuidas a Amonio ahora se atribuyen a Eusebio, a quien siempre se le atribuyó la forma final de las tablas.

## Las Tablas Eusebianas

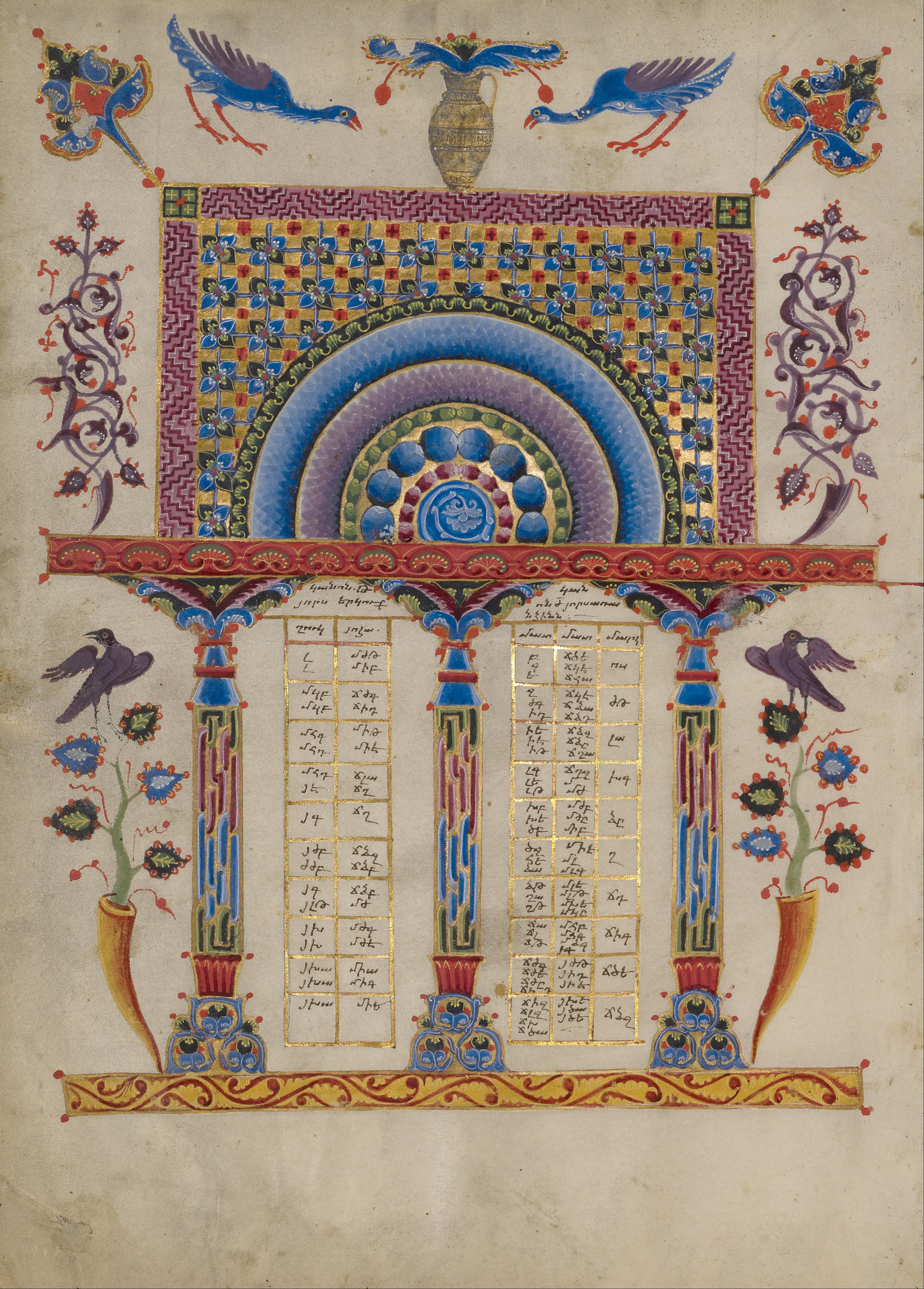
Un manuscrito armenio iluminado de una tabla canónica de Toros Roslin (activo 1256-1268) titulada Página de la Tabla del Canon.

La Armonía de Amonio sugirió a Eusebio, como él mismo nos cuenta en su carta, la idea de elaborar diez tablas (kanones) en las que las secciones en cuestión fueran clasificadas de tal manera que mostraran de un vistazo dónde coincidía o difería cada Evangelio respecto a los demás. En las primeras nueve tablas colocó en columnas paralelas los números de las secciones comunes a los cuatro, tres o dos evangelistas; a saber: (1) Mateo, Marcos, Lucas, Juan; (2) Mateo, Marcos, Lucas; (3) Mateo, Lucas, Juan; (4) Mateo, Marcos, Juan; (5) Mateo, Lucas; (6) Mateo, Marcos; (7) Mateo, Juan; (8) Lucas, Marcos; (9) Lucas, Juan. En el décimo anotó sucesivamente los apartados especiales de cada evangelista.
| N.º Tabla   | Mateo                 | Marcos | Lucas | Juan |
| ----------- | --------------------- | ------ | ----- | ---- |
|             | In Quo Quattor        |        |       |      |
| Canon I.    | Sí                    | Sí     | Sí    | Sí   |
|             | In Quo Tres           |        |       |      |
| Canon II.   | Sí                    | Sí     | Sí    |      |
| Canon III.  | Sí                    |        | Sí    | Sí   |
| Canon IV.   | Sí                    | Sí     |       | Sí   |
|             | In Quo Duo            |        |       |      |
| Canon V.    | Sí                    |        | Sí    |      |
| Canon VI.   | Sí                    | Sí     |       |      |
| Canon VII.  | Sí                    |        |       | Sí   |
| Canon VIII. |                       | Sí     | Sí    |      |
| Canon IX.   |                       |        | Sí    | Sí   |
|             | In Quo Matth. Proprie |        |       |      |
| Canon X     | Sí                    |        |       |      |
|             | In Quo Marc. Proprie  |        |       |      |
| Canon X     |                       | Sí     |       |      |
|             | In Quo Luc. Proprie   |        |       |      |
| Canon X     |                       |        | Sí    |      |
|             | In Quo Ioh. Proprie   |        |       |      |
| Canon X     |                       |        |       | Sí   |

La utilidad de estas tablas con fines de referencia y comparación pronto las hizo de uso común, y a partir del siglo V las secciones amonias, con referencias a las tablas eusebianas, se indicaban en el margen de los manuscritos. Frente a cada sección estaba escrito su número, y debajo el número de la tabla de Eusebio a consultar para encontrar los textos paralelos; una referencia a la décima tabla, por supuesto, mostraría que esta sección era propia de ese evangelista. Estas notas marginales se reproducen en varias ediciones del Nuevo Testamento de Tischendorf.
La carta explicativa de Eusebio a Carpiano también se reproducía con mucha frecuencia delante de la tabla.

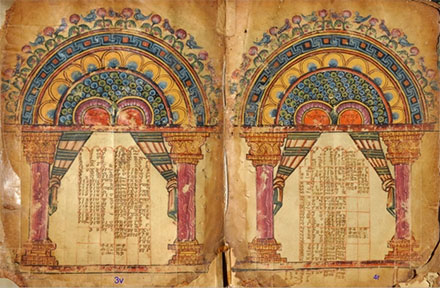
Tablas canónicas de los Evangelios Garima, manuscritos evangélicos etíopes del ; mostrando formas porticadas originales de la antigüedad tardía perpetuadas posteriormente en manuscritos bizantinos y románicos